# قلعة سهيل
قلعة سهيل (بالإسبانية: Castillo Sohail)‏ هي قلعة تقع في فوينخيرولا، إسبانيا. وقد بنيت في عام 956 م بواسطة عبد الرحمن الثالث لتعزيز الدفاعات الساحلية. في عام 2000 بلدة فوينخيرولا قامت بتجديد أنقاض القلعة بهدف تحويلها إلى منطقة جذب سياحي وبناء ساحة مستخدمة لإقامة الحفلات والمهرجانات الأخرى. أنقاض الحجر المحفورة على الملأ في القاعدة الغربية من التل حيث تقع القلعة تعود إلى ما قبل احتلال الإمبراطورية الرومانية مؤرخة بلدة فوينخيرولا إلى 300 قبل الميلاد.

## روابط خارجية
- قلعة سهيل